# Varappuzha
Varappuzha è una suddivisione dell'India, classificata come census town, di 24.516 abitanti, situata nel distretto di Ernakulam, nello stato federato del Kerala. In base al numero di abitanti la città rientra nella classe III (da 20.000 a 49.999 persone).

## Geografia fisica
La città è situata a 10° 05' 57 N e 76° 15' 55 E.

## Società

### Evoluzione demografica
Al censimento del 2001 la popolazione di Varappuzha assommava a 24.516 persone, delle quali 11.812 maschi e 12.704 femmine. I bambini di età inferiore o uguale ai sei anni assommavano a 2.639, dei quali 1.373 maschi e 1.266 femmine. Infine, coloro che erano in grado di saper almeno leggere e scrivere erano 20.665, dei quali 10.096 maschi e 10.569 femmine.